# Hamilton (Georgia)
Hamilton es un pueblo ubicado en el condado de Harris en el estado estadounidense de Georgia. En el censo de 2000, su población era de 307.

## Demografía
En el 2000 la renta per cápita promedia del hogar era de $32,143, y el ingreso promedio para una familia era de $38,750. El ingreso per cápita para la localidad era de $18,292. Los hombres tenían un ingreso per cápita de $28,750 contra $32,083 para las mujeres.

## Geografía
Hamilton se encuentra ubicado en las coordenadas 32°45′53″N 84°52′23″O / 32.76472, -84.87306 (32.764669, -84.873103).
Según la Oficina del Censo, la localidad tiene un área total de 5,4 km² (2,1 mi²), de la cual 5,4 km² (2,1 mi²) es tierra y 0 km² (0 mi²) (0.00%) es agua.